# Прапор Утрехту (провінції)

Прапор Утрехта (співвідношення 2:3)

Прапор провінції Утрехт ( нід. vlag van Utrecht ) використовується з 15 січня 1952 року. Він складається з двох горизонтальних смуг однакової ширини, верхня біла і нижня червона. Схожий на прапор Польщі або перевернутий прапор Монако. У верхньому лівому куті прапора зображено червоний квадрат із білим хрестом. Прапор походить від двох інших прапорів, одна частина Архиєпархії Утрехта, а інша – Архиєпископства Утрехта. У 1951 році Хоге Раад ван Адель порадив провінції прийняти прапор, який представлятиме її. 